# 杨珍 (1971年)
杨珍（1971年9月—），女，汉族，江苏盐城人，中华人民共和国政治人物，无党派人士，第十三届全国人民代表大会广东地区代表。

## 生平
2018年2月24日，当选为第十三届全国人大代表。